# John Middleton (ciclista)
John Kenneth Middleton (21 de junho de 1906 — 24 de janeiro de 1991) foi um ciclista britânico que competiu nos Jogos Olímpicos de Amsterdã, em 1928.
Ele ganhou uma medalha de prata na perseguição por equipes, formando equipe com Jack Lauterwasser e Frank Southall. E no contrarrelógio individual terminou em vigésimo sexto.